# Antarctonomus
Antarctonomus is een geslacht van kevers uit de familie van de loopkevers (Carabidae). De wetenschappelijke naam van het geslacht is voor het eerst geldig gepubliceerd in 1861 door Chaudoir.

## Soorten
Het geslacht Antarctonomus is monotypisch en omvat slechts de volgende soort:
- Antarctonomus complanatus (Blanchard, 1843)